# Édouard Jaguer
Édouard Jaguer, né Édouard Petit le 8 août 1924 à Paris 19e et mort le 9 mai 2006 dans la même ville, est un poète, dessinateur et un critique d'art français.

## Biographie
Il découvre le surréalisme et la peinture non figurative en 1937 et réalise ses premiers dessins et écrit ses premiers poèmes en 1939.
En 1943, il fait paraître ses premiers poèmes dans la revue semi-clandestine La Main à plume.
Après 1945, il collabore avec le poète Yves Bonnefoy à la revue La Révolution la nuit qui se veut « surréaliste sans esprit partisan », et à Bruxelles, à Deux sœurs, autre revue surréaliste créée par Christian Dotremont.
De 1948 à 1951, il est le rédacteur français de la revue CoBrA puis, en 1949, il cofonde la revue Rixes, avec Max Clarac-Serou et Jaroslav Serpan, qu'il dirige jusqu'en 1951.
Pour aider et promouvoir les peintres de l’abstraction lyrique comme Jean-Michel Atlan, Camille Bryen, Asger Jorn, Henri Goetz, Karl-Otto Götz et Pierre Soulages, Jaguer fonde, en 1953, avec sa femme Anne Éthuin, la revue Phases, autour de laquelle se constitue le mouvement Phases « sans manifeste ni théorie figée »[réf. nécessaire]. Il n'a jamais eu de cesse de coordonner les différentes manifestations de "Phases" dans de très nombreux pays où le mouvement s'inscrivait, en une centaine d'expositions et de nombreuses publications, tout en y intégrant de nombreux peintres (comme Jean-Pierre Vielfaure ou Paul Revel) et écrivains européens.
À partir de 1959, il se rapproche d'André Breton et participe aux activités du mouvement surréaliste international.
En 1960, il signe le Manifeste des 121 titré « Déclaration sur le droit à l’insoumission dans la guerre d’Algérie ».
Outre son activité littéraire et éditoriale, Édouard Jaguer publie de nombreux essais sur divers aspects de la modernité, poursuit ses expériences plastiques et ses collaborations littéraires internationales, comme la publication d'une anthologie de la poésie surréaliste Antología de la poesía surrealista en Argentine avec la collaboration d'Aldo Pellegrini (1962).
Il a pris part à divers mouvements artistiques et culturels européens entre lesquels : La Main à plume, CoBrA, Phases, Ellébore.
Il est inhumé au cimetière du Père-Lachaise (22e division).

## Citation
« L'art est la continuation de la révolution par d'autres moyens. »

## Œuvres

### Poésie
- La Poutre creuse, 1950
- La Nuit est faite pour ouvrir les portes, 1955
- Le Mur derrière le mur, 1958
- Regards obliques sur une histoire parallèle, Anne Éthuin et Édouard Jaguer, Éditions Oasis Toronto, 1977, dessins et collages d'Anne Éthuin
- L'Excès dans la mesure, 1995
- Edouard Jaguer (préf. Jean-Michel Goutier), L'envers de la panoplie, Paris, Syllepse, 2000, 76 p. (ISBN 2-913165-30-3)

### Essais critiques
- Edouard Jaguer, Les mystères de la chambre noire : le surréalisme et la photographie, Paris, Flammarion, 1982, 223 p. (ISBN 2-08-010947-2)
- Edouard Jaguer, Le surréalisme face à la littérature, Paris Cognac, Actual Le temps qu'il fait, 1989, 46 p. (ISBN 2-86853-093-1)
- Das Surrealistiche gedichte, anthologie internationale du poème surréaliste, 1985
- CoBrA au cœur du XXe siècle, Galilée, Paris, 1997
- Libre Espace et autres poèmes, 1998

### Monographies
Pierre Alechinsky, Enrico Baj, Guillaume corneille, Joseph Cornell, Wilhelm Freddie, Giuseppe Gallizioli, Alberto Gironella (en), Asger Jorn, Jacques Lacomblez, Renzo Margonari, Jules Perahim, Richard Oelze, Pozzati, Remedios Varo, Carlos Revilla et Jean-Pierre Vielfaure.

### Illustration
- Les Escargots des grands boulevards descendent à l'hôtel, de Gilles Petitclerc